# 北施泰门
北施泰门是德国下萨克森州的一个市镇。总面积60.17平方公里，总人口12410人，其中男性6087人，女性6323人（2011年12月31日），人口密度206人/平方公里。